# Dzyanis Laptsew
Dzyanis Iharavich Laptsew (tiếng Belarus: Дзяніс Ігаравіч Лапцеў, tiếng Nga: Денис Игоревич Лаптев, Denis Igorevich Laptev; sinh 1 tháng 8 năm 1991) là một cầu thủ bóng đá Belarus hiện tại thi đấu cho Rukh Brest. Laptsew ra mắt cho đội tuyển quốc gia ngày 7 tháng 6 năm 2015, xuất hiện trong hiệp hai khi vào sân từ ghế dự bị trong trận giao hữu trước Nga.